# Galewice (gmina)
Pour la localité, voir Galewice.
Galewice est une gmina rurale du powiat de Wieruszów, Łódź, dans le centre de la Pologne. Son siège est le village de Galewice, qui se situe environ 10 km au nord-est de Wieruszów et 97 km au sud-ouest de la capitale régionale Łódź.
La gmina couvre une superficie de 135,79 km2 pour une population de 6 183 habitants.

## Géographie
La gmina inclut les villages de Biadaszki, Brzeziny, Brzózki, Dąbie, Dąbrówka, Foluszczyki, Galewice, Gąszcze, Grądy, Jeziorna, Kaski, Kaźmirów, Konaty, Kostrzewy, Kużaj, Niwiska, Okoń, Osiek, Osowa, Ostrówek, Pędziwiatry, Plęsy, Przybyłów, Rybka Lututowska, Rybka Sokolska, Spóle, Węglewice, Załozie et Żelazo.
La gmina borde les gminy de Czajków, Doruchów, Grabów nad Prosną, Klonowa, Lututów, Sokolniki et Wieruszów.